# Романенко Ігор Васильович
І́гор Васи́льович Романе́нко (2 жовтня 1999, м. Знам'янка — 20 липня 2022, Спірне) — український військовослужбовець, лейтенант 80 ОДШБр. Лицар ордена Богдана Хмельницького ІІІ ступеня.

## Життєпис
Народився 2 жовтня 1999 в місті Знам'янка. У малому віці хлопець разом з родиною переїхав до села Петрове. Навчався в ліцеї «Гармонія» Знам'янської міської ради.
По закінченню школи 20 липня 2018 року вступив до Одеської військової академії.
Випускника академії одразу призначили командиром десантно-штурмового взводу 3-ї десантно-штурмової роти 1-го десантно-штурмового батальйону, 80 ОДШБр. Лейтенант, військовослужбовець 80 ОДШБр.
Загинув 20 липня 2022 року біля населеного пункту Спірне Донецької області. Похорон відбувся 25 липня 2022

## Нагороди
- Орден Богдана Хмельницького III ступеня (17 серпня 2022, посмертно) — за особисту мужність і самовіддані дії, виявлені у захисті державного суверенітету та територіальної цілісності України, вірність військовій присязі[1]